# Борковиц, Мацей

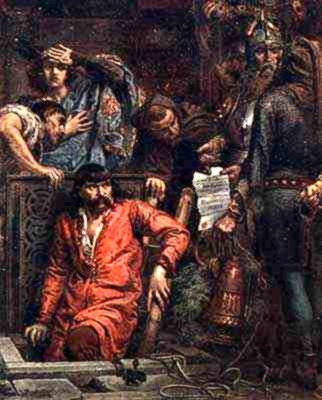
Картина художника Яна Матейко, 1873

Ма́цей Борко́виц (пол. Maciej Borkowic (Maćko Borkowic), 1298 — 9 февраля 1360 в Ольштын) — польский дворянин герба Напивон, государственный и военный деятель.

## Биография
Представитель шляхетского рода Борковиц герба Напивон. Сын воеводы познанского Пжибислава Борковица из Серакува и Псарского (ум. 1327).
В 1340 году Мацей Борковиц принимал участие в походе на Русь. Занимал должность воеводы познанского с 1343 года и старосты познанского в 1348—1352 годах.
Король Казимир III Великий (1333—1370), который оказывал предпочтение малополянам, ликвидовал уряд старосты познанского и создал уряд старосты генерального великопольского для всея Великой Польши. Из-за этого вспыхнул мятеж (конфедерация) дворян, который возглавил Мацей Борковиц. В 1348 году король отменил должность генерального старосты великопольского и установил два староства. Мацей Борковц стал старостой познанским, а Пшеслав из Гултув получил должность старосты калишского. В 1352 году Казимир Великий отменил звания старост познанского и калишского, восстановил должность генерального старосты Великой Польши, назначив на этот пост силезца Вержбенту из Панивиц.
В ответ 2 февраля 1352 года в Познани крупные великопольские роды Борки, Абданки, Гржималы, Наленчи и Зарембы организовали шляхетскую конфедерацию в защиту привилегий и вольностей дворянства. Конфедерацию возглавил Мацей Борковиц. В Великой Польше началась гражданская война между сторонниками и противниками конфедерации. Мацей Борковиц в 1354 году убил воеводу калишского Вениамина из Узажево, что привело к его изгнанию из Польши. Мацей Борковиц скрывался в Силезии, откуда вернулся домой в 1356 году.
В феврале 1358 год Мацей Борковиц помирился с королём Казимиром Великим в Серадзе, но когда два года спустя снова вступил в заговор, был арестован в Калише и приговорён к голодной смерти. В 1360 году скончался в замке малопольского Ольштына.